# Vlag van Opwijk
De vlag van Opwijk werd door de gemeenteraad op 30 maart 1992 en nogmaals op 19 april 1993 officieel vastgesteld als de gemeentelijke vlag van de Vlaams-Brabantse gemeente Opwijk. Op 20 juli 1993 werd hij door het Bestuur van Vlaanderen bevestigd en uiteindelijk gepubliceerd op 21 juni 1994 in het officiële Belgisch Staatsblad.
Officieel wordt de vlag beschreven als:
Twee even lange banen van blauw en van geel.
De kleuren van de vlag zijn afkomstig op het gemeentewapen.
Mazenzele had een gemeentevlag met twee verticale banen van groen-wit, tot die bij de gemeentelijke herindeling van 1977 toegevoegd werd aan de gemeente Opwijk.

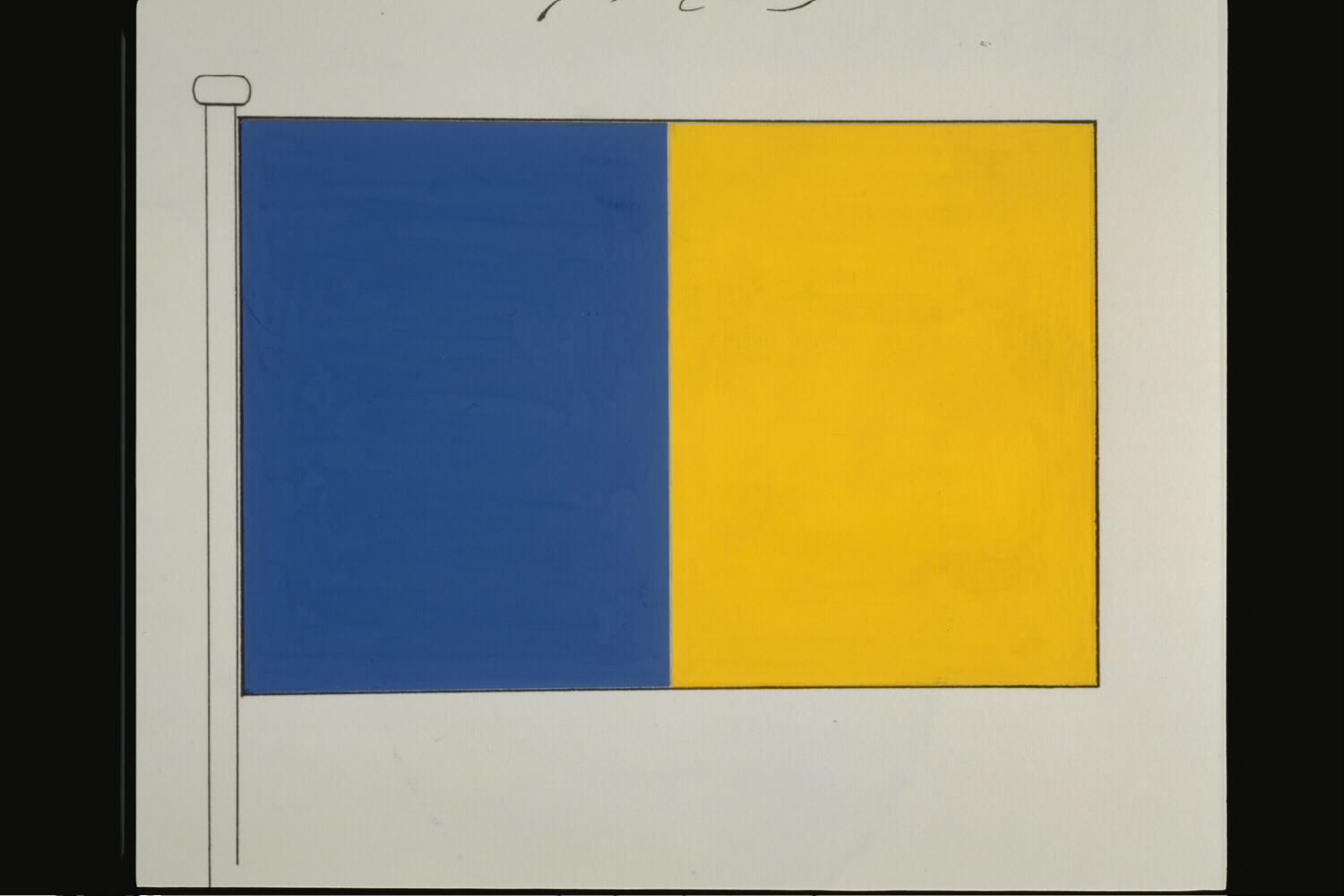
Officiële tekening van de vlag
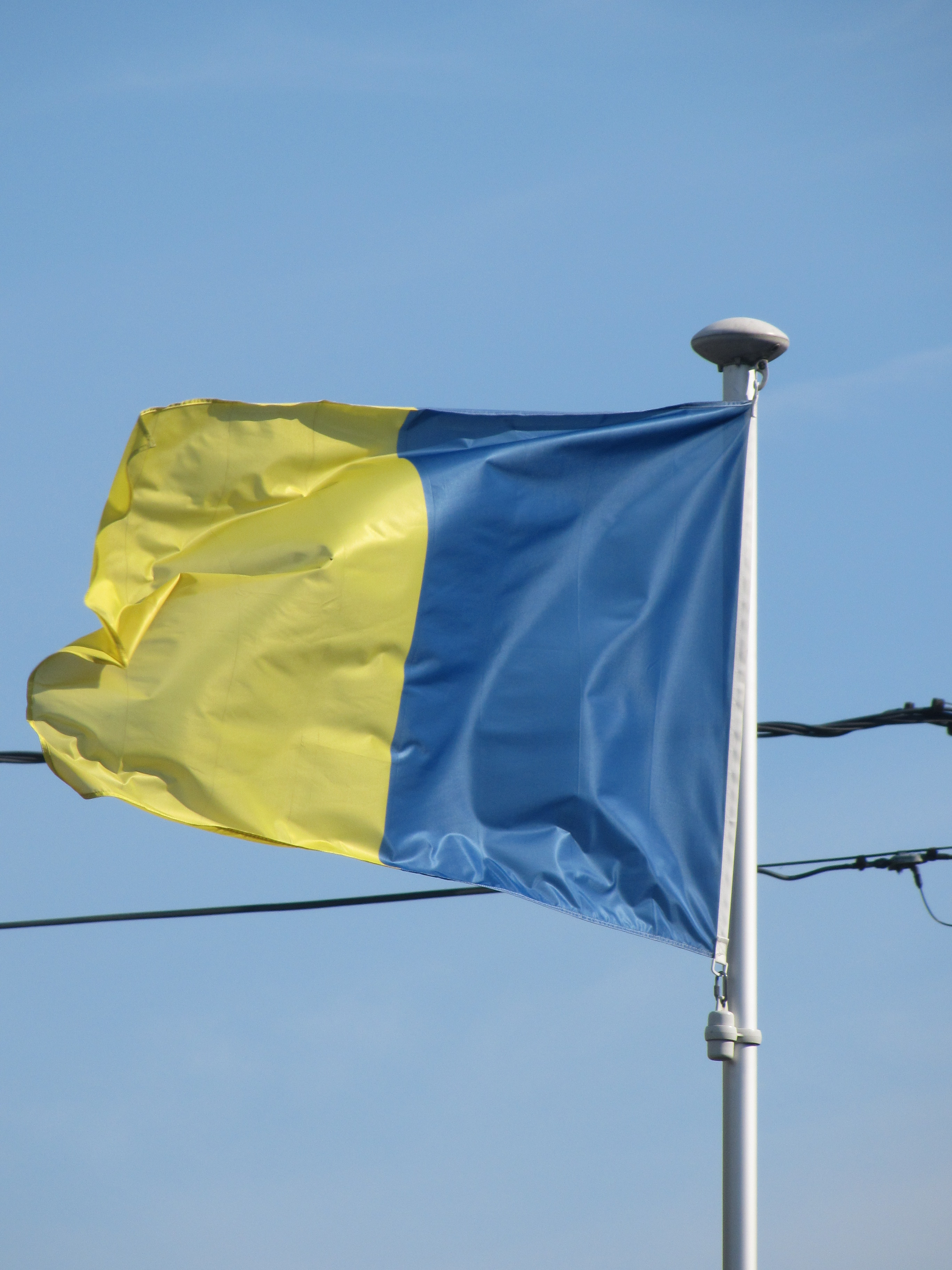
Wapperende vlag met de kleuren van de gemeente Opwijk
De vlag van de voormalige gemeente Mazenzele